# Timofej Granovskij
Timofej Nikolajevitj Granovskij (ryska: Тимофей Николаевич Грановский), född 21 mars (gamla stilen: 9 mars) 1813 i Orjol, död 16 oktober (gamla stilen: 4 oktober) 1855 i Moskva, var en rysk historiker och filosof.
Granovskij anställdes 1835 som sekreterare vid marinministeriets hydrografiska avdelning och studerade under två års vistelse i Berlin historia och filosofi. Efter återkomsten till Moskva (1839) föreläste han i allmän historia vid Moskvas universitet och författade 1845 en doktorsavhandling om Wolin, Jomsborg och Vineta, varpå följde en mängd historiska uppsatser, däribland om familjelivet hos de gamla germanerna (1855) samt en påbörjad biografi över Barthold Georg Niebuhr på grundval av dennes brev. Han var en varm anhängare av den europeiska bildningen i Peter den stores anda och blev han en av zapadnikernas ("västerlänningarnas") ledande män i Moskva. Han var vän med Vissarion Belinskij och Aleksandr Herzen samt utövade ett betydande inflytande på den ryska ungdomen och bildningsarbetet. Av hans samlade skrifter i två delar utkom tredje upplagan 1892.